# Rudolf Dassler
Rudolf Dassler (26. března 1898 Herzogenaurach, Německo – 27. října 1974) byl německý politik a podnikatel, zakladatel firmy na sportovní oblečení Puma. Jeho mladším bratrem byl Adolf Dassler. Oba bratři byli původně partnery v obuvnické společnosti Gebrüder Dassler Schuhfabrik, ale vzájemná rivalita mezi nimi je donutila po druhé světové válce společnost rozdělit. Adolf Dassler založil společnost Adidas a Rudolf založil svou společnost Puma.
Zpočátku se společnost jmenovala Ruda (počáteční písmena jeho jména a příjmení), později byla společnost přejmenována na název Puma.

## Život
Adolf Dassler, Rudolfův mladší bratr, začal vyrábět sportovní obuv v matčině kuchyni, poté co se vrátil z první světové války. Jeho otec, Christoph, který pracoval v továrně na výrobu obuvi a jeho bratr, který ručně vyráběl hroty pro traťové boty ve svém kovářském obchodě, pomáhali Adolfovi v začátcích jeho vlastního byznysu. V roce 1924 se Rudolf připojil ke společnosti Gebrüder Dassler Schuhfabrik. Rudolf byl známý jako "Bobby", protože to byl jediný zvuk, který dokázal vytvořit po dobu prvních 3 let svého věku.
S nárůstem moci Adolfa Hitlera v roce 1933 se oba Dasslerovi bratři připojili k nacistům.[zdroj⁠?!]
Rudolf Dassler zemřel 27. října 1974 na karcinom plic ve věku 76 let.